# Abílio Fernandes (botânico)
Abílio Fernandes (Guarda, 19 de outubro de 1906 — Coimbra, 16 de outubro de 1994) foi um botânico e taxonomista português, conhecido pelas suas obras sobre as Amarilidáceas, tendo elaborado a flora de Portugal, Macaronésia e da África tropical.

## Biografia
Filho de José Fernandes e de Maria Augusta Fernandes, Abílio Fernandes estudou ciências histórico-naturais na Universidade de Coimbra, sob a orientação de Aurélio Quintanilha entre 1923 e 1927, onde foi convidado para trabalhar como professor assistente. Em 1931, obteve o seu doutoramento em ciências biológicas. Especializou-se inicialmente nas formas e números de cromossomas em diferentes espécies, tendo posteriormente se especializado no campo da citosistemática, onde fundou e tornou-se diretor do programa de investigação sobre citotaxonomia na Universidade de Coimbra. Exerceu as funções de diretor do Museu, Laboratório e Jardim Botânico da Universidade de Coimbra. Aurélio Quintanilha escreveu que as primeiras obras de Abílio Fernandes, incluindo a sua dissertação Estudos nos cromossomas das Liliáceas e Amarilidáceas, que foi publicada em Portugal no ano de 1930, na época em que os cromossomas eram considerados “portadores de caracteres hereditários”, representavam “o início de um novo ramo da ciência entre nós, os citogeneticistas”. A 10 de junho de 1992, foi agraciado com a Grã-Cruz da Ordem da Instrução Pública.
Abílio Fernandes era casado com a botânica Rosette Mercedes Saraiva Batarda Fernandes (1 de outubro de 1916 — 28 de maio de 2005), e teve dois filhos, Eduardo Manuel Batarda Fernandes (1943) e José António Batarda Fernandes (1946). As suas obras foram publicadas na Flora Zambesiaca, tendo feito a revisão taxonómica das famílias Avicenniaceae, Verbenaceae e Lamiaceae.

## Obras
- Fernandes, Abílio; Fernandes, Rosette Mercedes Saraiva Batarda (1991). Flórula Vascular da Mata da Bufarda. Lisboa: Serviço Nacional de Parques, Reservas e Conservação da Natureza. ISBN 972-9034-14-1. Resumo divulgativo – Universidade de Lisboa
- Fernandes, Abílio (1993). A Universidade de Coimbra e o Estudo da Flora e da Vegetação dos Países Africanos de Língua Oficial Portuguesa. Coimbra: Faculdade de Ciências e Tecnologia da Universidade de Coimbra. ISBN 972-9351-08-2. Resumo divulgativo – Memórias de África e do Oriente